# Roque Sicilia Gallardo

Roque Sicilia Gallardo (¿?, 1725 - Guadix, 16 de octubre de 1780) fue un organista, compositor y maestro de capilla español.

## Vida
Se desconoce el lugar de nacimiento y la formación de Roque Sicilia Gallardo, aunque se sabe que nació en 1725. Las primeras noticias que se tienen de él son de su organistía en la Colegiata de Baza, de la que se encargaba desde por lo menos 1742.
En enero de 1751, gracias a la intención del obispo de Guadix, Miguel de San José, fue contratado como organista de la Catedral de Guadix, con un salario de 150 ducados y 24 fanegas de trigo. Entre sus obligaciones, además de tocar el órgano, estaba la de afinar y tocar todos los instrumentos que dominaba, incluido el clave. Al poco de llegar solicitó la congrua «según y como le tenía ya situado en la iglesia de Baza», además solicitó un aumento, que le fue concedido, en forma de 30 ducados y 6 fanegas de trigo. En 1752, con 27 años, ya era diácono.
Hacia el 15 de julio de 1755 fallecía el maestro Pedro de Arteaga y Valdés, dejando vacante el magisterio de la Catedral de Guadix. Inicialmente ocupó el cargo de forma interina el tenor Alejandro Fortes, que lo ejercería hasta 1757. Desde 1757 a 1759 ocuparía el cargo de forma interina el organista Sicilia.
En 1759 fue nombrado para el magisterio Pedro Furió, pero solo permanecería un año, hasta 1760, fecha en la que debió ingresar en la cárcel de Peñíscola. Finalmente se recibió a Sicilia como maestro de capilla el 11 de noviembre de 1760, un día después de la marcha de Furió. Se le concedió un salario de 220 ducados y 24 fanegas de trigo, el salario que tenía Arteaga antes de la subida del salario, además que tener la obligación de suplir al organista en ausencias y enfermedades.

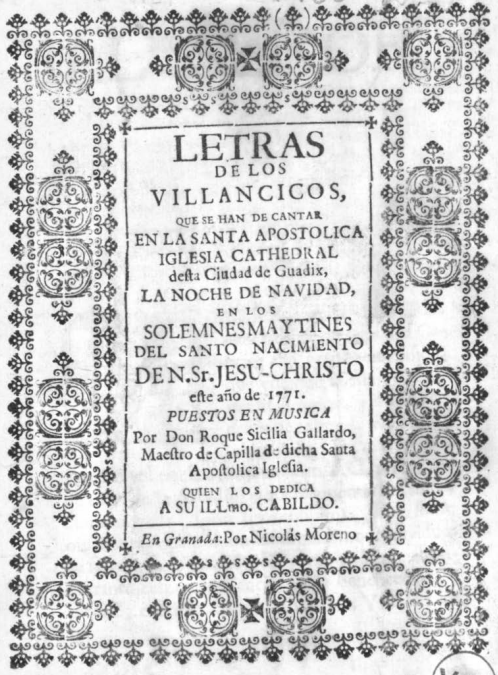
Letras de los villancicos que se han de cantar en la santa apostólica Iglesia Cathedral desta ciudad de Guadix la noche de Navidad en los solemnes Maytines del santo Nacimiento de N. Sr. Jesu-Christo, este año de 1771 puestos en musica por Don Roque Sicilia Gallardo, Maestro de Capilla de dicha santa apostolica iglesia quien los dedica a su Ilmo. Cabildo (1771)

Durante su estancia en Guadix consiguió colocar a varios familiares en la capilla de música. Su hermano Antonio fue aceptado como seise, que posteriormente ejerció de aprendiz de bajonista; a otro hermano, Patricio Sicilia, lo recibieron como ministril y posteriormente ejercería como organista en sustitución de su hermano. El cargo de violinista dejado vacante por Patricio fue ocupado por Pedro Furió hijo.
Con Sicilia la capilla de música entró en una fase de estabilidad, que se mantuvo con el siguiente maestro, Agustín Iranzo. Su buen hacer consiguió que se le aumentara el salario a 250 ducados y 30 fanegas de trigo en 1770, lo que fue ratificado en 1773 tras la llegada del nuevo obispo, Bernardo de Lorca y Quiñones. Además se volvía permitir a la capilla a tocar en el exterior.
Sus últimos años en el cargo fueron de tensión creciente con el cabildo catedralicio. En la Semana Santa de 1778 llegó a su punto álgido:

[...] en la noche del Miércoles Santo inmediato, habiéndole parecido que el miserere puesto en música por el citado maestro don Roque Sicilia estaba demasiado largo, y lo que es más, habiendo oído en el coro, durante él, quejarse algunos señores de lo mismo, pues duró una hora entera, con lo que duraron las tinieblas hasta las diez menos cuarto de la noche, se había acercado, concluida la función, al expresado maestro; y le había dicho que advirtiese que el miserere estaba muy largo, y que por tanto lo habían oído los señores con algún desagrado. Que para el día siguiente que de suyo era más ocupado por razón de los Óleos, Mandato y Velas, procurase aligerarlo algo, o maestro con expresiones y ademanes de poco respeto, que el miserere estaba como debía estar: que nada se le podía quitar: que en otra iglesia se le hubieran dado muchas gracias por lo que en ésta se le motejaba.

La disputa sirve para ver la independencia que había ganado la capilla respecto a la jerarquía eclesiástica, afirmando el maestro Sicilia que no se debía al sochantre.
Roque Sicilia Gallardo fallecía en el cargo en Guadix el 16 de octubre de 1780.

## Obra
No se conservan obras de Sicilia Gallardo, aunque se sabe que compuso.